# Wydma utrwalona
Wydma utrwalona – wydma, która przez roślinność porastającą jej stoki została unieruchomiona.